# Форсаж 7
«Форсаж 7» (англ. Fast & Furious 7) — кримінальний бойовик, сьома частина серії фільмів «Форсаж», від режисера Джеймса Вана з Віном Дізелем, Полом Вокером, Двейном Джонсоном і Джейсоном Стейтемом у головних ролях, що вийшла на екрани 2 квітня 2015 року.

## Сюжет
Здолавши злочинну банду Оуена Шоу, Домінік Торетто, Браян О'Коннор та інші члени їхньої команди потрапили під амністію і отримали дозвіл на проживання в США. Новоспечений батько О'Коннор намагається звикнути до сімейного життя, а Торетто допомагає своїй коханій Летті згадати минуле.
В цей же час, Декард Шоу прибуває до однієї з лондонських лікарень, де провідує свого молодшого брата Оуена, який лежить в комі після «зустрічі» з командою Домініка. Озлоблений Декард обіцяє братові, що помститься кривдникам.
Агент Дипломатичної служби безпеки Люк Хоббс опиняється першим у списку Шоу. В результаті нетривалої сутички Хоббс, рятуючи свою напарницю Єлену від вибуху гранати, кинутої Декардом, вилітає з будівлі і падає на автомобіль, отримуючи при цьому серйозні ушкодження. Декард, в свою чергу, отримує те, за чим прийшов — місцезнаходження наступної цілі — Хана.
Домінік, Браян та Мія згодом теж отримують послання від Декарда — бомбу, яка знищила їхній будинок. Дізнавшись, що Шоу розправився з Ханом, Домінік вирушає в Токіо, щоб забрати тіло одного «додому» — в Америку. Там само він дізнається більше деталей про трагедію від тамтешнього друга Хана — Шона Босуелла. Від нього Домінік отримує його хрест і фотографію Жизель.
На похороні Хана в Лос-Анджелесі Домінік помічає автомобіль, власник якого явно стежить за подіями. Торетто женеться за незнайомцем, яким виявляється Декард Шоу, але все зриває таємний озброєний спецпідрозділ під проводом таємного агента ЦРУ, який воліє звертання «Містер Ніхто». Останній розповідає про Домініку «Око Бога» — пристрій, який здатний відстежити кого завгодно і де завгодно. «Містер Ніхто» обіцяє надати йому цей пристрій для пошуку Декарда Шоу, але Торетто, в свою чергу, повинен буде визволити з рук терориста Мозе Джаканде хакера Рамзі — творця того самого пристрою. Домінік, збираючи своїх людей, погоджується на справу.
Команда Торетто атакує конвой Джаканде у Кавказьких горах в Азербайджані і рятує Рамзі, яка називає їм місцезнаходження «Ока Бога» — Абу-Дабі. Там команда зіштовхується з неприємними звістками — друг Рамзі, Сафар, продав Lykan Hypersport з захованим у ньому пристроєм йорданському шейху, через що зараз він знаходиться в пентхаусі в одній із фешенебельних висоток. Команді, вдруге атакованій Декардом Шоу і цілим загоном охорони (перший раз був в Азербайджані), вдається викрасти пристрій і передати його «Містеру Ніхто», який, у свою чергу, дозволяє їм визначитмісцезнаходження Шоу — занедбаний завод на околиці міста.
Вночі Домінік, Браян та загін «Містера Ніхто» влаштовують Декарду засідку і застають його за вечерею, але на допомогу злочинцеві приходить загін Мозе Джаканде. О'Коннор, Торетто і «Ніхто» дивом залишаються живими, а Декард знову вислизає.
Повернувшись до Лос-Анджелеса, герої придумують хитромудрий план, який допоможе їм врятувати Рамзі — настільки бажану ціль Джаканде. Команда виступає ближче до ночі і моментально зазнає обстрілу гелікоптера терористів. Торетто в цей час зіштовхується віч-на-віч з Декардом Шоу. З допомогою Хоббса, який підключився в ході переслідування, команда в підсумку перемагає злочинців. Джаканде гине внаслідок вибуху гелікоптера, а Шоу вирушає до в'язниці при ЦРУ.
У фіналі фільму сім'я Торетто відпочиває на пляжі: Браян та Мія грають зі своїм сином Джеком, а Тедж, Роман, Летті і Рамзі цим милуються. Вони розуміють, що його місце тепер там — з дружиною і сином. Домінік їде, але Браян наздоганяє його на перехресті і разом вони їдуть вдалину, де згодом їх шляхи розходяться.

## Маркетинг
Прем'єра першого трейлера відбулася 1 листопада 2014.
27 березня 2015 Microsoft Studios спільно з Universal випустили доповнення до гри «Forza Horizon 2» — «Forza Horizon 2 Presents Fast & Furious». За сюжетом, головний герой (гравець) добуває для Теджена Паркера (Кріс Бріджес) автомобілі, які фігурують у фільмі.

## Збори
За сімнадцять днів «Форсаж 7» зібрав в усьому світі більше одного мільярда доларів, побивши тим самим рекорди фільмів «Месники», «Аватар» і «Гаррі Поттер і Смертельні реліквії: частина 2», яким вдалося досягти аналогічної відмітки лише за дев'ятнадцять днів.
На даний момент «Форсаж 7» є найкасовішим фільмом 2015 року та займає шосту сходинку в списку найкасовіших фільмів за всю історію кінематографа.

## У ролях
| Актор            | Персонаж                                                                    |
| ---------------- | --------------------------------------------------------------------------- |
| Він Дізель       | Домінік Торетто (англ. Dominic Toretto)                                     |
| Пол Вокер        | Браян О'Коннор (англ. Brian O'Conner)                                       |
| Двейн Джонсон    | Люк Гоббс (англ. Luke Hobbs)                                                |
| Мішель Родрігес  | Летті Ортіс (англ. Letty Ortiz)                                             |
| Тайріз Гібсон    | Роман Пірс (англ. Roman Pearce)                                             |
| Кріс Бріджес     | Тедж Паркер (англ. Tej Parker)                                              |
| Джордана Брюстер | Мія Торетто (англ. Mia Toretto)                                             |
| Джимон Гонсу     | Мозе Джаканде (англ. Mose Jakande)                                          |
| Джейсон Стейтем  | Декард Шоу (англ. Deckard Shaw)                                             |
| Ронда Роузі      | Кара (англ. Kara)                                                           |
| Наталі Еммануель | Рамзі (англ. Ramsey)                                                        |
| Тоні Джаа        | Кіет (англ. Kiet)                                                           |
| Курт Расселл     | Френк Петті / «Містер Ніхто» (англ. Frank Petty, also known as "Mr Nobody") |
| Лукас Блек       | Шон Босвелл (англ. Sean Boswell)                                            |
| Ноель Гульємі    | Гектор (англ. Noel Gugliemi)                                                |

## Знімання
Прем'єру фільму було заплановано на 11 липня 2014 року, але в зв'язку з трагічною смертю Пола Вокера, знімання було призупинено. Згодом було заявлено про продовження виробництва фільму, а прем'єру перенесено на 10 квітня 2015 року.
Завершити фільм допомогли брати Пола Вокера, Коді та Калеб, а для коригування розбіжностей була використана комп'ютерна графіка.